# Free Protestant Episcopal Church

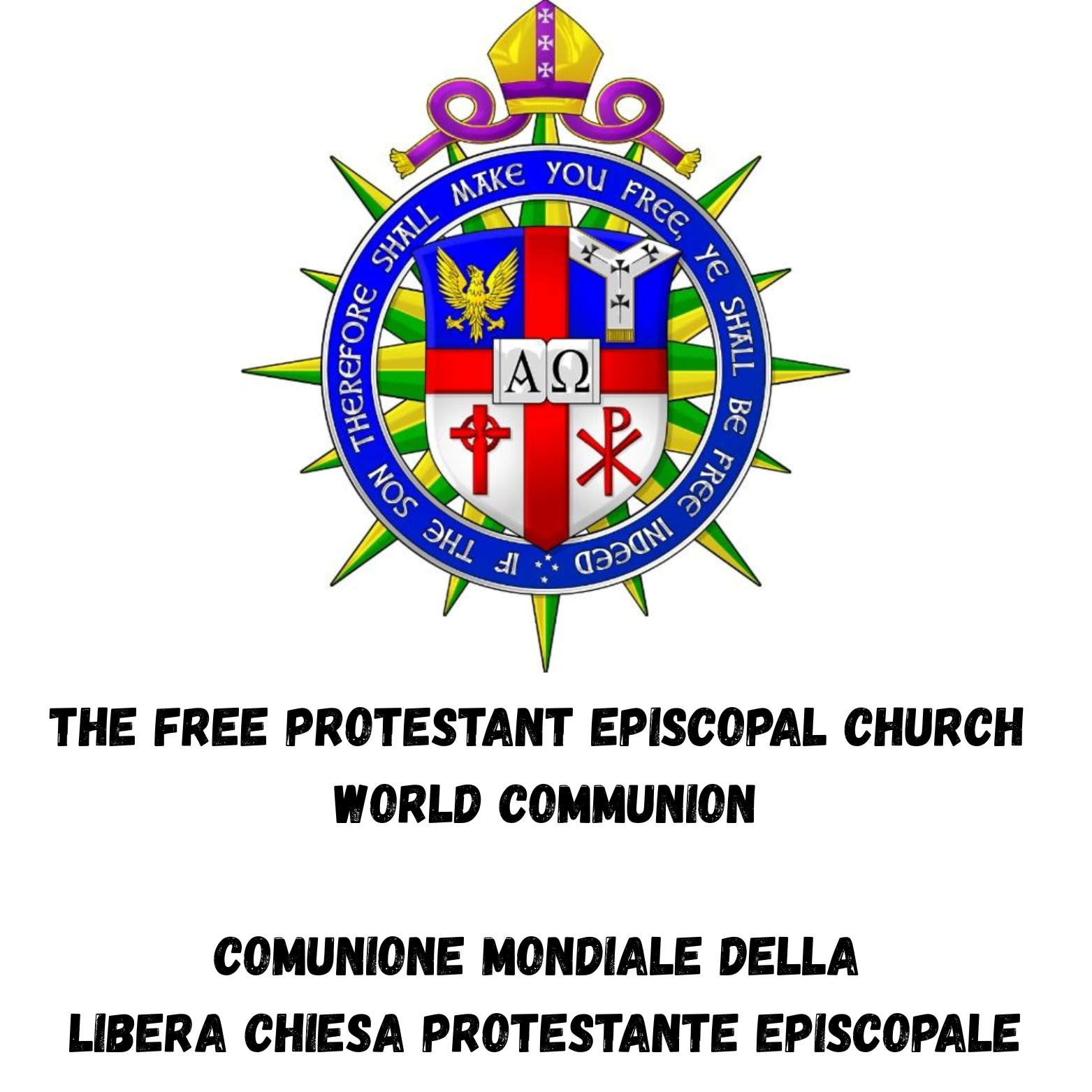
Logo in inglese e italiano

La Libera Chiesa Protestante Episcopale (Free Protestant Episcopal Church - FPEC) è una comunione mondiale di Chiese protestanti di orientamento, almeno parziale, anglicano-episcopale. È stata fondata in Inghilterra il 2 novembre 1897 dalla fusione di tre chiese minori. Altre si sarebbero unite in seguito. L'ordinazione di vescovi appartenenti alla successione apostolica era di fondamentale importanza per questo gruppo, così come il riconoscimento della Chiesa come confessione religiosa legittimamente costituita. Quest'ultimo evento si verificò, almeno tacitamente, quando un arcidiacono del gruppo fu esentato dalla coscrizione obbligatoria durante la Prima Guerra Mondiale nel 1917 a causa del suo status di membro del clero, cosa che non sarebbe stata consentita se il gruppo non fosse stato considerato una confessione legittimamente costituita. Dopo le dimissioni del Primate Richard Arthur Palmer, all'inizio del 2025, l'attuale Primate della Comunione è il vescovo brasiliano Ricardo Lorite da Lima. 

## Storia
Nel 1890, il vescovo Leon Chechemian, che era stato sacerdote (vardapet) nella Chiesa cattolica armena e in seguito emigrato in Inghilterra, dove fu consacrato vescovo, creò la Libera Chiesa Protestante d'Inghilterra (Free Protestant Church of England). Nel 1897 la sua chiesa si unì ad altre due chiese, l'Antica Chiesa Britannica e la Chiesa Episcopale Nazarena, creando così la Libera Chiesa Protestante Episcopale d'Inghilterra, una chiesa anglicana indipendente dalla Chiesa d'Inghilterra. Chechemian fu nominato primo primate della neonata FPEC.

## Scismi
La FPEC ha conosciuto dissensi interni, alcuni basati su dispute teologiche e altri su questioni personali. Dopo uno scisma (circa 1978) nella Comunione, una delle fazioni guidate da Horst Block fu ribattezzata "Chiesa Episcopale Protestante Libera Internazionale" (TIFPEC). Il 12 febbraio 2008, Block morì e il vescovo Peter Leers gli succedette come primate della TIFPEC. Nel febbraio 2011, Leers sciolse quella giurisdizione, ponendo fine alla divisione. 
Nel 2020, un gruppo di vescovi, per lo più provenienti dall'America Latina, ha formalmente dichiarato la propria intenzione di rimuovere l'Arcivescovo Palmer. Ciò è stato fatto senza l'approvazione degli altri vescovi della comunione, e pertanto questo gruppo, che ha continuato a usare il nome Anglican Free Communion, è considerato un gruppo scismatico dalla comunione originaria, come si può leggere sul sito web ufficiale dell'AFC. Questo gruppo scismatico avrebbe poi aggiunto il nome "International" al proprio nome, diventando Anglican Free Communion International (AFCI). 

## Descrizione
La Libera Chiesa Protestante Episcopale è una delle più antiche Comunioni Anglicane esistenti ed è costituita da un vasto gruppo di anglicani di vari orientamenti religiosi: anglo-cattolico (Chiesa Alta), evangelico (Chiesa Bassa), latitudinario (Chiesa Ampia), carismatico e liberale. Tutte le Province della Comunione sono autonome e comprendono chiese autogovernate e famiglie di chiese in tutto il mondo. A livello etico è molto aperta sui ministeri femminili e sui diritti lgbtq. 
Nel 2015 è stato eletto come Primate Richard Arthur Palmer, che è stato consacrato nella Chiesa Cattolica Liberale nel 1997. Successivamente è stato coinvolto nella Chiesa Cattolica Liberale Riformata (Veterocattolica), nella Società per il Ministero Cristiano Indipendente, nella Open Episcopal Church e nella Chiesa Episcopale Unita. Si è dimesso all'inizio del 2025 per gravi motivi di salute. Al suo posto è stato eletto il vescovo brasiliano Ricardo Lorite da Lima della Chiesa Protestante Unita del Brasile (Igreja Protestante Unida).  
La Libera Chiesa Protestante Episcopale è una comunione di Chiese che fanno riferimento in tutto o in parte all'anglicanesimo in tutto il mondo che vivono in un concetto di riconciliazione e unità anglicane. 

## In Italia
La Comunione della Free Protestant Episcopal Church è rappresentata in Italia dalla Chiesa Protestante Episcopale e dal suo vescovo Andrea Panerini quale vescovo Presidente. Chiesa luterana di lingua italiana la Chiesa Protestante Unita ha fin dall'inizio, nella liturgia e nella dottrina, incluso elementi anglicano-episcopale come i 39 articoli di religione.

## Successione apostolica
La Chiesa rivendica una valida successione apostolica derivata dalla Chiesa cattolica armena, dalla Chiesa ortodossa siriaca, dalla Chiesa cattolica romana e dalla Chiesa d'Inghilterra (attraverso la Chiesa episcopale riformata degli Stati Uniti d'America). Queste linee si trovavano nelle giurisdizioni che si unirono nel 1897 per fondare la Libera Chiesa Protestante Episcopale.

## Primati
- 1897-1900 Leon Chechemian ("Mar Leon")
- 1900-1917 Charles Isaac Stevens ("Mar Theophilus I")
- 1917-1919 James Martin ("Mar Jacobus I Antipas")
- 1919-1928 Andrew Charles Albert McLagan ("Mar Andries I")
- 1930-1939 Herbert James Monzani-Heard ("Mar Jacobus II")
- 1945-1959 William Hall .
- 1959-1978 Charles Dennis Boltwood
- 1978-1982 Albert John Fuge
- 1982-1989 Charles Kennedy Moffatt
- 1989-2015 Edwin Duane Follick
- 2015-2025 Richard Arthur Palmer
- 2025- Ricardo Lorite da Lima